# Hypomesus transpacificus
Hypomesus transpacificus је зракоперка из реда Osmeriformes и фамилије Osmeridae.

## Угроженост
Ова врста се сматра угроженом.

## Распрострањење
Ареал врсте је ограничен на једну државу. 
Сједињене Америчке Државе су једино познато природно станиште врсте.

## Станиште
Станиште врсте су слатководна подручја.